# Семеновська 1-ша
Семеновська 1-ша (рос. Семёновская 1-я) — присілок в Верхньотоємському районі Архангельської області Російської Федерації.
Населення становить 57 осіб. Входить до складу муніципального утворення Верхньотоємський муніципальний округ.

## Історія
До 1 червня 2021 року входило до складу муніципального утворення Двинське муніципальне утворення.

## Населення
| 2002 | 2010 |
| ---- | ---- |
| 69   | ↘57  |